# Jaboulay
Jaboulay auch Bigarreau de Lyon, Hative de Lyon, Ramon Oliva, oder Kösters Schwarze aus Frömmern ist eine dunkle Sorte der Süßkirschen. 

## Herkunft
Die Sorte wurde 1822 von Baumschulbesitzer M. Jaboulay in Oullins unter Wildlingen
aufgefunden, die die Veredlung nicht angenommen hatten. Sie ist in Europa weit verbreitet.

## Frucht
Die Frucht ist groß, variabel, manchmal länglicher, manchmal breiter, oben und unten abgeplattet, auch herzförmig, eckig wirkend. Die Haut ist ungleichmäßig dunkelviolettrot. Das Fruchtfleisch ist um den Stein dunkelrot, geschmacklich sehr variabel. Es ist anfangs fest wie bei einer Knorpelkirsche, in der Vollreife aber sehr weich, wie eine Herzkirsche, weshalb sich die Fachleute nicht einig sind zu welcher Sorte sie zählt. Die Platzfestigkeit ist gering. Der Stein ist groß, variabel mit glatter Oberfläche. Der Stiel ist mittellang, etwa 4 cm, mitteldick und grün, der Stielansatz ist mittelgroß. Sie reift in der 2. bis 3. Kirschwoche folgernd.

## Baum
Der Baum wächst sehr stark, breitkronig, mit schrägstehenden Leitästen. Er ist selbststeril und braucht einen Befruchtungspartner. Geeignet sind Schneiders späte Knorpelkirsche, Hedelfinger, Büttners Rote Knorpelkirsche oder Kassins Frühe Herzkirsche. Er blüht mittelfrüh bis mittel mit etwas leicht rötlichem Blattaustrieb.